# Giambattista Basile
Giambattista Basile (Giugliano in Campania, 1566 of 1575 - Giugliano in Campania, 23 februari 1632) was een Italiaans dichter, hoveling en verzamelaar van sprookjes.

## Biografie
Giambattista Basile werd geboren in een familie uit de Napolitaans middenklasse. Volgens de Italiaanse historicus Benedetto Croce werd hij geboren in 1575 terwijl andere bronnen spreken van februari 1566. Basile was gedurende zijn leven soldaat en hoveling bij verschillende Italiaanse prinsen waaronder de doge van Venetië. Later keerde hij terug naar Napels waar hij diende onder Don Marino II Caracciolo, prins van Avellino waar hij de idylle L'Aretusa (1618) aan opdroeg.
Zijn eerste gekende literair werk is in 1604 het voorwoord bij het gedicht Vaiasseide van zijn vriend Giulio Cesare Cortese. Het volgend jaar werd zijn vianella  Smorza crudel amore op muziek gezet en in 1608 publiceerde hij het gedicht Il Pianto della Vergine. Basile is vooral gekend voor zijn collectie sprookjes die hij verzamelde: Pentamerone (Lo cunto de li cunti overo lo trattenemiento de peccerille). Deze verhalenbundel werd postuum gepubliceerd in twee delen in 1634 en 1636 door zijn zus Adriana, onder het pseudoniem Gian Alesio Abbatutis (een anagram van de naam van de dichter).
- Bibsys: 90584014
- Biblioteca Nacional de España: XX1046080
- Bibliothèque nationale de France: cb120519366 (data)
- Catàleg d'autoritats de noms i títols de Catalunya: 981058527403606706
- CiNii: DA02920495
- Gemeinsame Normdatei: 118657461
- International Standard Name Identifier: 0000 0001 0902 041X
- Library of Congress Control Number: n50018435
- Nationale Bibliotheek van Letland: 000179839
- MusicBrainz: 59669803-efc6-48d6-9c6d-d5ca101ae332
- Bibliotheek van het Japanse parlement: 00519843
- Nationale Bibliotheek van Tsjechië: ola2002152068
- Nationale bibliotheek van Australië: 36455963
- Nationale Bibliotheek van Israël: 987007463074605171
- Nederlandse Thesaurus van Auteursnamen: 068574991
- Réseau des bibliothèques de Suisse occidentale: 02-A000016787
- Istituto Centrale per il Catalogo Unico: CFIV031810
- LIBRIS: 176896
- SNAC: w6z6412d
- Système universitaire de documentation: 028746422
- Trove: 1257804
- Virtual International Authority File: 54166800
- WorldCat: E39PCjBQdFvBrykTKw7pT6xmBd